# Yanagida Seizan
Yanagida Seizan (jap. 柳田 聖山, Yanagida Seizan; * Prefectura de Shiga, 19 de diciembre de 1922 - 8 de noviembre de 2006) fue uno de los más importantes budólogos japoneses del siglo XX. Fue líder en la investigación de la escuela de budismo Zen (Chan)
En 1942 se graduó en la escuela Rinzai (hoy Escuela de Hanazono), practicando a partir de entonces el budismo Zen en Eigen-ji, el templo principal de la escuela Soto de Zen. 
En 1948 se graduó en la Universidad de Ōtani de Kioto, realizando sus primeras conferencias en la Universidad de Kioto. En 1949, fue empleado en la universidad como profesor ayudante, en 1950 pasó a ser profesor adjunto y en 1960 se convirtió en profesor del Instituto de Estudios budistas de la Universidad de Hanazono de Kioto, Japón. En 1968, fue nombrado Director del Instituto de Literatura. En 1976 fue nombrado profesor de la Universidad de Kioto. En 1980, Yanagida recibió el Premio Yomiuri por su libro "Ikkyu - the world of Kyounshu",.
Tras jubilarse, en 1986 fundó el instituto de investigación sobre budismo IRIZ (International Research Institute for Zen Buddhism). En 1991 el gobierno japonés le concedió la Medalla de Honor púrpura, dirigida a personas que han contribuido al desarrollo académico y artístico.